# 헨리 시먼스
헨리 오즈월드 시먼스 주니어(영어: Henry Oswald Simmons, Jr., 1970년 7월 1일 ~ )는 미국의 배우이다. ABC 채널의 경찰 드라마 《뉴욕경찰 24시》에서의 볼드윈 존스 형사 역, 《에이전트 오브 실드》의 알폰소 매켄지 역이 그의 대표적인 배역이다.

## 출연작 목록

### 텔레비전 드라마
| 연도      | 제목               | 원제                   | 배역               | 비고          |
| --------- | ------------------ | ---------------------- | ------------------ | ------------- |
| 2000-05   | 뉴욕경찰 24시      | NYPD Blue              | 볼드윈 존스 형사   | 106회분 출연  |
| 2004      | 스파르타쿠스       | Spartacus              | 드라바             | TV 영화       |
| 2006      | 페퍼 데니스        | Pepper Dennis          | 커티스 윌슨        | 2회분 출연    |
| 2006-08   | 샤크               | Shark                  | 아이작 라이트      | 32회분 출연   |
| 2009      | CSI: 마이애미      | CSI: Miami             | 앤드루 밸러드      | 단역          |
| 2013-14   | 레이븐스우드       | Ravenswood             | 사이먼 보몬트      |               |
| 2014–현재 | 에이전트 오브 쉴드 | Agents of S.H.I.E.L.D. | 알폰소 "맥" 매켄지 | 2-3 시즌 출연 |